# Rodolphe Kasser
Rodolphe Kasser (14 de janeiro de 1927, Yverdon-les-Bains, Suíça) é um filólogo e arqueólogo suíço, e um dos maiores especialistas mundiais em copta. Seu trabalho mais recente é a tradução para o inglês da cópia do Evangelho de Judas. O manuscrito em papiro pode ser visto desde o dia 7 de abril de 2006 na exposição da sede da revista National Geographic, patrocinadora das pesquisas, em Washington DC. A revista publicou em maio de 2006 um extenso artigo sobre o manuscrito.